# 洛胡蘇鄉

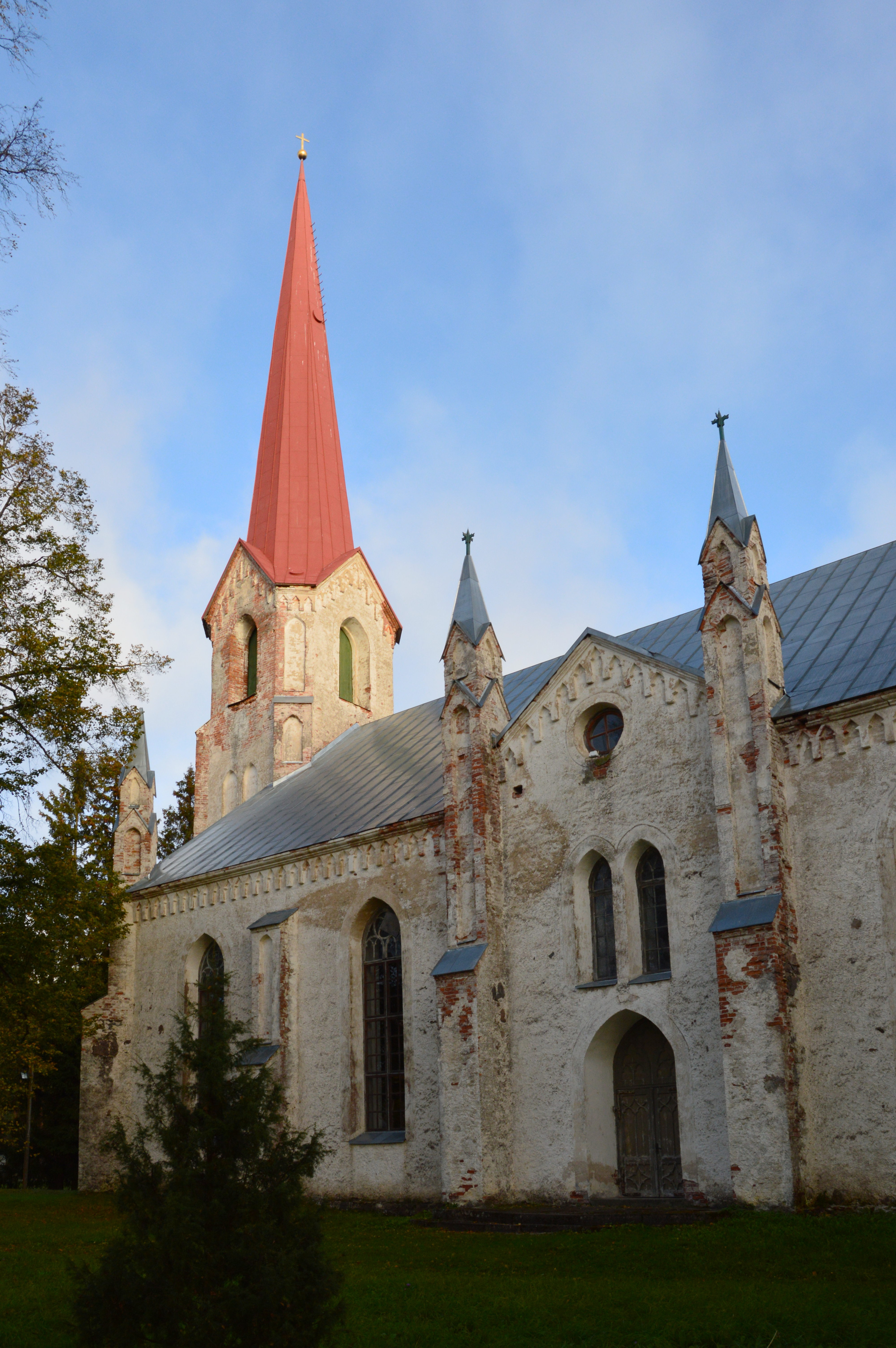
洛胡蘇教堂

洛胡蘇，曾是愛沙尼亞東維魯縣的一個鄉村型市镇，位於該國東北部，行政中心設於洛胡蘇，面積102平方公里，2017年人口692，人口密度每平方公里6.8人。
2017年爱沙尼亚行政改革后，洛胡蘇与其他市镇合并至穆斯特韦市镇，并隶属于約格瓦縣。
58°57′N 27°3′E / 58.950°N 27.050°E